# Gentlemen's Game
Albums de 2PM
Galaxy of 2PM
(2016)
Singles
1. Promise (I'll Be)
Sortie : 13 septembre 2016

Gentlemen's Game est le sixième album studio (onze au total) du boys band sud-coréen 2PM. L'album est publié le 13 septembre 2016 sous JYP Entertainment afin de célébrer les huit ans du groupe.

## Contexte et sortie
Le 4 septembre 2016, Lee Junho, l'un des membres du groupe, a posté l'horaire des sorties de l'album. Les photos teasers des membres sont mises en ligne du 5 au 8 septembre, et le teaser du clip vidéo est révélé le lendemain, suivi par la liste des pistes et quelques extraits de l'album le 10 septembre. Une vidéo montrant un extrait de la chorégraphie de leur nouveau titre-phare est mis en ligne sur la chaîne YouTube officielle de leur agence le 11 septembre. Le clip vidéo de Promise (I'll be) ainsi que l'album sont publiés le 13 septembre.

## Liste des pistes
| No  | Titre                         | Auteur                                                      | Producteur(s)                                 | Durée |
| --- | ----------------------------- | ----------------------------------------------------------- | --------------------------------------------- | ----- |
| 1.  | Promise (I'll be)             | Taecyeon a.k.a TY, Lesley Chiang, Raphael                   | Taecyeon a.k.a TY, Lesley Chiang, Raphael     | 3:28  |
| 2.  | Uneasy                        | Chansung                                                    | Jimmy Burney, Jonas W. Karlsson               | 3:42  |
| 3.  | Giv u Class.                  | Wooyoung                                                    | Wooyoung, superkiro                           | 3:31  |
| 4.  | Make Love                     | Chansung, Taecyeon a.k.a TY                                 | Chansung, LEL                                 | 3:37  |
| 5.  | 시도때도없이 (Without trying) | Kim Won                                                     | Kim Won                                       | 3:18  |
| 6.  | Never                         | Joo Chanyang                                                | 220, Andrew Choi, Secret Weapon               | 3:20  |
| 7.  | 콧노래 (Humming)              | Wooyoung, LEL, Wizil                                        | Wooyoung, LEL                                 | 3:29  |
| 8.  | 어때? (How is it?)            | Lee Joohyung (MonoTree), BUMZU                              | Lee Joohyung (MonoTree), BUMZU, Jonas Mengler | 3:21  |
| 9.  | 향수 (Perfume)                | e.one, Taecyeon a.k.a TY                                    | e.one                                         | 3:48  |
| 10. | My Last                       | Lee Joohyung (MonoTree), NOPARI (MonoTree). GDLO (MonoTree) | Lee Joohyung (MonoTree), NOPARI (MonoTree)    | 3:23  |
| 11. | Can't Stop Feeling            | Chansung, Taecyeon a.k.a TY                                 | Chansung, LEL                                 | 3:17  |

## Historique de sortie
| Pays    | Date              | Format                   | Label             |
| ------- | ----------------- | ------------------------ | ----------------- |
| Mondial | 13 septembre 2016 | Téléchargement numérique | JYP Entertainment |